# Megalomys
Megalomys — рід гризунів родини Cricetidae, частини триби Oryzomyini. Рід включає великих гризунів з різних островів Карибського басейну. Останнім видом, який вижив, був M. desmarestii з Мартініки, який вимер після виверження гори Пеле в 1902 році. Давній аналіз ДНК показує, що Megalomys утворює кладу з Pennatomys, сестру клади, що містить Aegiomys, Nesoryzomys, Melanomys і Sigmodontomys, що відокремилася від материкової клади приблизно 7 мільйонів років тому.
Нещодавно вимерлі види:
- Megalomys camerhogne
- Megalomys desmarestii
- Megalomys luciae

Викопні види:
- Megalomys audreyae
- Megalomys curazensis
- Megalomys georginae